# Monroe City (Indiana)
Pour les articles homonymes, voir Monroe City et Monroe.
La ville américaine de Monroe City est située dans le comté de Knox, dans l’État de l’Indiana. Lors du recensement de 2010, sa population s’élevait à 545 habitants.

## Source
- (en) Cet article est partiellement ou en totalité issu de l’article de Wikipédia en anglais intitulé « Monroe City, Indiana » (voir la liste des auteurs).